# Гявуркала (Шахтахты)
Гявуркала (азерб. Gavurqala) или Гяуркала (Гяур-кала) — ранний город-крепость III—II тысячелетий до н. э., расположенный близ села Шахтахты, в 35 км к северо-западу от города Нахичевань в Азербайджане, на левом берегу реки Аракс. Включен правительством Азербайджана в список археологических памятников национального значения.

## Описание
Поселение Гявуркала занимает площадь около 6-8 га, расположено на краю обрыва близ селения Шахтахты и относится к бронзовому веку (III—II тысячелетия до н. э.). Центральная часть поселения площадью около 1,5 га была обнесена мощной крепостной стеной, построенной из крупных камней. Нижняя часть стен крепости сложена из более крупных тесаных камней.
В результате археологических раскопок 1936 и 1967—1975 гг. в Гявуркале были обнаружены различные каменные орудия труда, предметы простой монохромной и полихромной крашеной керамики, а также погребения в каменных ящиках. В результате экспедиции 1936 года Азербайджанского филиала Академии наук СССР в Гявуркале было выявлено три слоя, принадлежавших одной культуре. Самый нижний слой был обнаружен на глубине 3 м у края обрыва. Здесь были найдены каменный молоток, тёрка и несколько обработанных камней хозяйственного знаения. Во втором слое были обнаружены погребения в каменных ящиках, поверх которых были остатки крепости циклопического типа, построенной на краю могильного поля.
К середине II тысячелетия до н. э. Гявуркала превратилась в поселение городского типа и стала центром одного из племенных объединений равнины Беюкдуз. Население Гявуркалы занималось земледением, скотоводством, металлообработкой и гончарным делом. Гявуркала была одним из ранних городов характерных для нахичеванской археологической культуры.